# Capenopsis krameri
Capenopsis krameri är en insektsart som beskrevs av Synave 1969. Capenopsis krameri ingår i släktet Capenopsis och familjen Dictyopharidae. Inga underarter finns listade i Catalogue of Life.